# Ambassade de Pologne en Angola
L'ambassade de Pologne en Angola est la représentation diplomatique de la république de Pologne auprès de la république d'Angola. Elle est située à Luanda, la capitale du pays.
Outre la république d'Angola, l'ambassadeur polonais à Luanda est également accrédité auprès de la république démocratique du Congo, de la République gabonaise, de la république du Congo, de la République centrafricaine et de la république démocratique de São Tomé et Príncipe.

## Ambassade
L'ambassade est située Rue Hélder Neto, à Luanda, en Angola.

## Histoire

### Angola
La Pologne a reconnu l'indépendance de l'Angola le 11 novembre 1975, jour de sa proclamation. Les relations diplomatiques entre les deux pays ont été établies le 21 novembre 1975 au niveau de l'ambassade. Depuis lors, l'ambassade de Pologne à Luanda fonctionne sans interruption.

### République démocratique du Congo
La Pologne a reconnu l'indépendance de la république démocratique du Congo le 30 juin 1960, jour de sa proclamation. Les relations diplomatiques entre les deux pays ont été établies en septembre 1960. En 1961, le gouvernement de la république populaire du Congo a ouvert sa représentation diplomatique à Stanleyville (aujourd'hui Kisangani). Elle a ensuite été transférée à Léopoldville (aujourd'hui Kinshasa). L'ambassade de Pologne à Kinshasa a fonctionnée sans interruption jusqu'en 2008, date à laquelle elle a été liquidée. Depuis cette année-là, l'ambassadeur de Pologne à Luanda est accrédité en république démocratique du Congo.

### Gabon
La Pologne a établi des relations diplomatiques avec le Gabon le 16 octobre 1976. Il n'y a jamais eu de mission diplomatique polonaise dans le pays. Les ambassadeurs polonais à Kinshasa y étaient accrédités, et depuis sa suppression en 2008, les ambassadeurs polonais à Luanda ont été accrédités.

### République du Congo
La Pologne a reconnu l'indépendance du Congo le 15 août 1960, jour de sa proclamation. Les relations diplomatiques entre les deux pays ont été établies le 19 décembre 1972 au niveau de l'ambassade. Il n'y a jamais eu de poste diplomatique polonais dans le pays. Les ambassadeurs polonais à Kinshasa y étaient accrédités, et depuis sa suppression en 2008, les ambassadeurs polonais à Luanda ont été accrédités.

### République centrafricaine
La Pologne a établi des relations diplomatiques avec la République centrafricaine le 15 janvier 1970 au niveau de l'ambassade. Il n'y a jamais eu de poste diplomatique polonais dans le pays. Les ambassadeurs polonais à Kinshasa y étaient accrédités, et depuis sa suppression en 2008, les ambassadeurs polonais à Luanda ont été accrédités.

### République démocratique de São Tomé et Príncipe
La Pologne a reconnu l'indépendance de São Tomé et Príncipe le 15 juillet 1975, 3 jours après sa proclamation. Les relations diplomatiques entre les deux pays ont été établies le 20 novembre 1978 au niveau de l'ambassade. Il n'y a jamais eu de mission diplomatique polonaise dans le pays. Les ambassadeurs polonais à Luanda y sont accrédités.